# Vidovdan

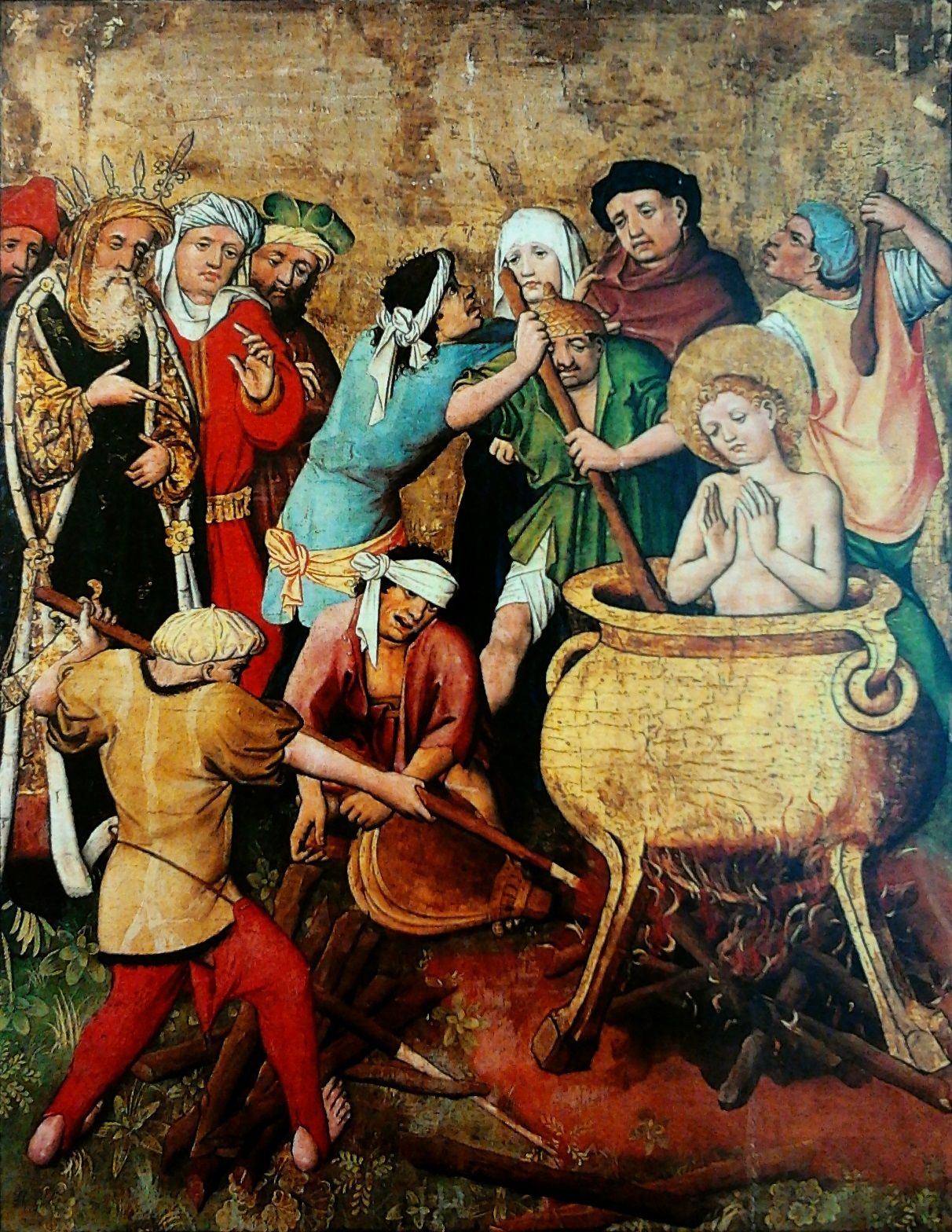
Martiriul Sfântului Vitus, ca. 1450, Muzeul Național din Varșovia

Vidovdan (ziua Sfântului Vitus) este sărbătoarea Sfântului Vitus, celebrată pe 15 iunie. Dacă – precum în anumite părți ale bisericii răsăritene – este utilizat calendarul iulian, ziua sărbătorii corespunde datei de 28 iunie din calendarul gregorian.
Ca urmare a mișcărilor panslave, ziua Sfântului Vitus a primit o însemnătate specială, națională, sub numele slav de Vidovdan. Începând cu secolul al XIX-lea în această zi a fost organizat la Bratislava un Sokol la care se întâlneau pentru o demonstrație comună reprezentanți ai tuturor locuitorilor slavi ai Austro-Ungariei.